# Coleophora altaicolella
Coleophora altaicolella é uma espécie de mariposa do gênero Coleophora pertencente à família Coleophoridae.